# Alastair Pilkington
Sir Lionel Alexander Bethune Pilkington (Calcutta, 7 januari 1920 - Londen, 5 mei 1995), ook bekend als Sir Alastair Pilkington, was een Britse uitvinder en ondernemer die het floatglasproces voor de commerciële productie van vlakglas uitvond en perfectioneerde.

## Jeugd en opleiding
Hij is geboren op 7 januari 1920 in Calcutta (India), als zoon van kolonel Lionel George Pilkington (1889-1955) en Evelyn Carnegie Bethune (1892-1985). Hij ging naar Sherborne School, een kostschool in Dorset, en Trinity College in Cambridge. In Cambridge werd zijn opleiding onderbroken door de Tweede Wereldoorlog. Hij ging in het leger en werd ingedeeld bij de artillerie. In de Slag om Kreta werd hij gevangengenomen en bracht vier jaar door als krijgsgevangene in Nazi-Duitsland.
Na de oorlog keerde hij terug naar de universiteit. In 1945 trouwde hij met Patricia Nicholls Elliott (1919-1977), een voormalige officier bij de Women's Royal Naval Service. Samen kregen ze een dochter en adopteerden een zoon. Hij studeerde af als technicus en kreeg in 1947 een baan bij de glasfabrikant Pilkington Brothers. Hij was geen familie van de familie Pilkington, die toen het bedrijf bestuurde.

## Carrière
In 1952 vond Pilkington, samen met Kenneth Bickerstaff, de floatglasmethode uit. Hierbij wordt het gesmolten glas uitgegoten op een bad van gesmolten tin. Glas is lichter dan het tin en blijft erop drijven. Gesmolten metalen hebben een perfect vlak oppervlak en op deze manier is ook de onderkant van het glas perfect vlak. De oppervlaktespanning van het glas zelf zorgt voor een perfect gladde bovenkant. Het was uitermate moeizaam om de methode te perfectioneren. De twee werkten er zeven jaar aan en het kostte de onderneming zo'n 7 miljoen pond sterling. Hij vroeg octrooi aan op zijn uitvinding.
Zijn doorbraak werd op 20 januari 1959 in de glaswereld bekendgemaakt. Vanaf het begin van de jaren zestig kregen alle toonaangevende fabrikanten van vlakglas ter wereld licenties om het floatglasproces te gebruiken en de Pittsburgh Plate Glass Company was in 1962 de eerste buitenlandse glasmaker met een licentie. Het proces verdrong alle andere methoden om vlakglas te maken. Pilkington Brothers profiteerde van het succes en was jarenlang marktleider in hoogwaardig vlakglas. Alastair Pilkington maakte carrière binnen het bedrijf en ging van technisch directeur in 1955, naar plaatsvervangend voorzitter in 1971 en voorzitter van 1973 tot hij de pensioengerechtigde leeftijd bereikte in 1980. In juli 1985 verliet hij de raad van bestuur. Pilkington Brothers telde dat jaar 44.000 medewerkers en behaalde een omzet van 1,2 miljard pond sterling, waarvan twee derde buiten het Verenigd Koninkrijk. Hij bleef tot zijn dood intensief bij het bedrijf betrokken.
Na de dood van zijn vrouw hertrouwde hij in 1978 met de Amerikaanse ex-radio-voice-over Leila Kathleen Wilson (1911-2005).
Voor zijn werk werd hij diverse malen onderscheiden: in 1969 werd hij benoemd tot Fellow of the Royal Society en in 1970 tot Knight Bachelor.
Hij had buiten Pilkington Brothers bestuursfuncties bij de Bank of England van 1974 tot 1984 en bij BP van 1976 tot aan zijn dood.
In 1985 begon de Universiteit van Lancaster de Pilkington Awards uit te reiken. Deze studiebeurzen zijn mogelijk gemaakt met geld van Sir Alastair Pilkington. Op deze universiteit is ook een bibliotheek met zijn naam.